# Yaman TV
《Yaman TV》，是韓國Mnet電視台在2015年1月5日試播的節目，主持人為HAHA及hiphop歌手MINO崔民浩。之後成為正規節目於1月26日起正式播出，除了HAHA、MINO兩位主持人，再加入前籃球選手徐章煇共同主持。播出時間為韓國時間每周一下午6：00-6：50。

## 節目主旨
正式新人舞台節目！節目每周邀請不同嘉賓，希望可以發掘那些有才華卻未能發光的朋友們，讓任何人都能有一個可以充分盡情展示自己才華的空間。節目名稱《Ya Man》即「YES man」牙買加式的說法，意指未經雕琢的原始狀態。

## 節目內容
節目出演者被稱做YAMAN 人（야만인），原意為「比起自身能力和才藝，認知度還不夠高的《Yaman TV》出演者」。在節目中會拍攝野心影片（야망.동영상），是「為了成為明星裝載有野心的影片（스타가 되기 위한 야망을 담은 동영상）」的略縮詞。節目會將影片上傳至Mnet官網，讓觀眾票選最有趣的影片，每周票數第一名的野心影片者將獲得《Yaman TV》節目隨時自由出演券。
節目從第十集起改版，改為兩組嘉賓同時登場進行遊戲對決，三位主持人則隨機分配成為裁判與兩組嘉賓的隊長。裁判擁有絕對權力決定在遊戲中要給予兩隊多少彩球，遊戲例如：好感度測試、福不福測試、5秒關鍵詞（5.키）、野心影片（야.동 TIME）等。彩球內放有分數，最終以確認彩球內分數總和較多者獲勝，並獲得《Yaman TV》節目隨時自由出演券、片尾MV播放等獎品。

## 節目列表
2015年
| 集數 | 播出日期 | 嘉賓 |
| ---- | -------- | --- |
| 試播 | 01月5日  | 李光洙；Laboum；손민수（諧星）；쌍두마차（Hiphop組合）；少年共和國                                                             |
| 2    | 01月26日 | Hello Venus；MAMAMOO 本周自由出演：Laboum                                                                                      |
| 3    | 02月2日  | EXID；Bigflo |
| 4    | 02月9日  | Nine Muses ；康男、4TEN |
| 5    | 02月16日 | GFRIEND；Zion.T&Crush 本周自由出演：Alice、夏天、Lime（Hello Venus）                                                           |
| 6    | 02月23日 | 崔洪萬、DinDin（딘딘/hip-hop歌手）                                                                                             |
| 7    | 03月2日  | Phantom、Rhymer、Verbal jint。本周自由出演：海仁、率濱、律喜（Laboum） Mad Clown&Rubber Soul。本周自由出演：Hani、正花（EXID） |
| 8    | 03月9日  | HwanHee（Fly to the Sky）、MYNAME                                                                                              |
| 9    | 03月16日 | 金泰宇（g.o.d）、KIXS（키스） HALO。本周自由出演：海仁、率濱、律喜（Laboum）                                                   |
| 10   | 03月23日 | Boyfriend、Nine Muses |
| 11   | 03月30日 | Giriboy、Olltii、Iron（Show Me The Money） Cheetah、LilCham、Tymee（Unpretty Rap Star）                                        |
| 12   | 04月6日  | Giriboy、Olltii、Iron（Show Me The Money） Cheetah、LilCham、Tymee（Unpretty Rap Star）                                        |
| 13   | 04月13日 | 尹敏洙、MIIII、白智榮、宋友彬（송유빈）                                                                                        |
| 14   | 04月20日 | Lovelyz、Red Velvet |
| 15   | 04月27日 | Dal★Shabet、Crayon Pop |
| 16   | 05月4日  | CLC、MADTOWN |
| 17   | 05月11日 | 播放前幾集的未播出片段 |
| 18   | 05月18日 | 朴玄彬、李智敏、HONG JA（홍자） 洪真英、尹秀賢、SO YUMI                                                                        |
| 19   | 05月25日 | 孝琳、昭宥（Sistar）、Monsta X                                                                                                 |
| 20   | 06月1日  | 草娥、澯美（AOA）、美珠、藝仁（Lovelyz）、齡智（Kara）、Lime、夏天（Hello Venus）、HaNa、枝恩（Secret）、Raina（After school） |
| 21   | 06月8日  | 草娥、澯美（AOA）、美珠、藝仁（Lovelyz）、齡智（Kara）、Lime、夏天（Hello Venus）、HaNa、枝恩（Secret）、Raina（After school） |
| 22   | 06月15日 | N.Flying、Blady |
| 23   | 06月22日 | 防彈少年團 |
| 24   | 06月29日 | 防彈少年團 |

## 外部連結
- Yaman TV 官方網站
- Mnet官方Youtube YamanTV播放清單 （页面存档备份，存于）
- Mnet 官方Twitter （页面存档备份，存于）